# Geraldine Doyle
Geraldine Hof Doyle (Inkster, 31 de julho de 1924 - Lansing, 26 de dezembro de 2010) foi uma modelo estadunidense, que muitos acreditaram ter inspirado a ilustração do cartaz "We Can Do It!", criado nos anos 1940. No início dos anos 1980, a figura da trabalhadora retratada no cartaz foi também erroneamente identificada com o personagem Rosie the Riveter, um ícone da propaganda da participação das mulheres no esforço de guerra.
Geraldine ficou famosa ao mundo, quando foi erradamente identificada como a modelo da foto que teria inspirado um cartaz We Can Do It!, veiculado entre os empregados da Westinghouse, na época da Segunda Guerra Mundial.
No entanto, evidências mais recentes mostraram que a modelo utilizada teria sido, na verdade, Naomi Parker Fraley, que então trabalhava na Base Aeronaval de Alameda, na Califórnia.
Geraldine era musicista. Tocava violoncelo e temia machucar as mãos nas máquinas de prensagem, além de considerar que o trabalho nas fábricas era pesado e perigoso demais para uma mulher. Por isso, trabalhou  como operária da American Broach & Machine Co. apenas durante duas semanas, em 1942. Logo depois de sair do trabalho como prensadora de metal, Geraldine Hoff conheceu e casou-se com o dentista Leo Doyle em 1943, passando a viver como uma dona de casa. O casal teve seis filhos (um filho, Gary, morreu em 1980), e o casamento durou até a  morte de Geraldine, em fevereiro de 2010, aos 86 anos de idade.